# Phaegoptera discisema
Phaegoptera discisema är en fjärilsart som beskrevs av George Francis Hampson 1916. Phaegoptera discisema ingår i släktet Phaegoptera och familjen björnspinnare. Inga underarter finns listade i Catalogue of Life.